# 奥洛夫·舍尔德贝里
奥洛夫·舍尔德贝里（瑞典語：Olof Sköldberg，1910年1月19日—1979年7月16日），瑞典男子射击运动员。他曾代表瑞典参加1952年和1956年夏季奥林匹克运动会射击比赛，共获得二枚银牌。